# Charles Upham
Charles Hazlitt Upham (Christchurch, 21 settembre 1908 – Christchurch, 22 novembre 1994) è stato un militare neozelandese.
È stato l'unico sopravvissuto dei tre militari dell'Impero britannico che durante la seconda guerra mondiale ottennero per due volte il conferimento della Victoria Cross: la prima come sottotenente a Creta il 22 maggio 1941 e la seconda in Africa settentrionale a El Ruweisat Ridge tra il 14 ed il 15 luglio 1942. Nella seconda circostanza, dopo essere stato ferito per due volte assalendo a colpi di granata un autocarro di soldati tedeschi, ritornò sulla linea di combattimento per fermare un carro armato tedesco e numerosi veicoli e batterie nemici a colpi di granata. Ferito nuovamente in modo grave, fu catturato dal nemico.